# Rancho Nuevo, Amatitlán
Rancho Nuevo är en ort i Mexiko.   Den ligger i kommunen Amatitlán och delstaten Veracruz, i den sydöstra delen av landet, 400 km öster om huvudstaden Mexico City. Rancho Nuevo ligger 4 meter över havet och antalet invånare är 483.
Terrängen runt Rancho Nuevo är mycket platt. Runt Rancho Nuevo är det ganska glesbefolkat, med 50 invånare per kvadratkilometer. Närmaste större samhälle är Cosamaloapan de Carpio, 17,7 km sydväst om Rancho Nuevo. Trakten runt Rancho Nuevo består till största delen av jordbruksmark.